# آیناژی
آیناژی (به استونیایی: Heinaste) شهرکی در لتونی با جمعیت ۹۹۴ نفر است که در salacgrīva municipality واقع شده‌است.